# Dona Neuma
Neuma Gonçalves da Silva (Madureira, 8 de mayo de 1922 - Río de Janeiro, 17 de julio de 2000) fue una bailarina de samba brasileña. 

## Trayectoria
Comenzó a bailar samba en un pequeño grupo a los siete años y fue presidenta de la escuela de samba Mangueira durante varios períodos, estableciendo las alas infantil y femenina de la institución. Neuma alojó temporalmente  a varias personas sin hogar y llevó a algunos estudiantes a su casa para aprender a leer y escribir a través de un programa de alfabetización que incluía malas palabras locales inventadas por ella. 
El 8 de mayo de 1922, Neuma nació en un suburbio de favelas llamado Madureira, en Río de Janeiro, RJ, Brasil. Era la hija mayor de una familia pobre y creció en Madureira. El padre de Neuma, Saturnino Gonçalves, cofundó la tradicional escuela de samba Bloco dos Arengueiros en 1928, que más tarde se convirtió en la Estação Primeira de Mangueira. Se interesó por la música desde que era una niña, aprendió samba, y actuó en el desfile anual como bailarina de la escuela desde los siete años en un bloco (grupo pequeño). En 1938, Neuma y otras niñas formaron varios grupos levantando banderas para pedir contribuciones cuando una costurera puso en riesgo la participación de Mangueira en un desfile anual de carnaval al negarse la costurera a entregar una nueva bandera que bordó para el desfile por faltade pago. Para ganarse la vida, Neuma comenzó a lavar ropa después de que no le permitieron trabajar en una fábrica porque era negra.
En la década de 1950, Neuma al enterarse de que una escuela en Madureira que tenía una tasa de incumplimiento sustancial y llevó a algunos estudiantes a su choza hecha de ladrillo y madera para aprender a leer y escribir a través de un programa de alfabetización que incluía malas palabras locales que ella inventó. Neuma participó en el Consejo Superior de las Escuelas de Samba durante la década de 1960, participando así con la organización de las escuelas de Río de Janeiro.  presidenta durante varios mandatos de la escuela de samba de Mangueira y estableció la sección del "departamento de mujeres" para niños y mujeres. Neuma alojó temporalmentea muchas personas  sin hogar y no rechazó a ninguna persona, crio a 23 niños junto a la vez que sus cuatro hijos biológicos, junto con su marido, un carpintero.
Neuma buscaba regularmente a carpinteros y escultores que construyeran las carrozas y a diseñadores y costureras que crearan los disfraces para la celebración anual del carnaval. Dijo que no asistiría al carnaval de 1993 en protesta por la administración de la escuela, pero posteriormente cedió. A lo largo de su vida, las celebraciones de danzas y canciones previas a la Cuaresma evolucionaron desde "las celebraciones de la cultura afrobrasileña puramente presentadas y puramente comunitarias hasta los espectáculos televisados, llamativos y ferozmente competitivos del Carnaval de hoy". Cuando la samba evolucionó hasta convertirse en una forma de arte comercializada, Neuma cuestionó si "aún capturaría con frivolidad la ferocidad de la existencia, como lo hizo cuando la escuela de samba Mangueira estaba comenzando". Individuos como Chico Buarque, Ricardo Cravo Albin, Pedro Ernesto Baptista, Antônio Carlos Jobim, Negrão de Lima, Heitor Villa-Lobos y Noel Rosa frecuentaban su casa.
Grabó el tema Brasil, terra adorada con Carlos Cachaça y Cartola en su LP Cartola entre amigos en 1984. En 1998, Neuma apareció en el álbum Chico Buarque de Mangueira en celebración de la escuela de samba de Mangueira e interpretó un sencillo en el álbum CD de 1999 Velha Guarda da Mangueira e convidados. En 2000, fue colaboradora principal del álbum Mangueira – sambas de terreiro e outros sambas, actuando en cinco temas. Neuma recibió en 1998 la Ordem do Mérito Cultural.
Neuma ingresó en la unidad de cuidados intensivos del Hospital Municipal Salgado Filho en Méier, al norte de Río de Janeiro, con un derrame cerebral hemorrágico causado por mareos y desmayos sufridos en su casa el 6 de julio de 2000. Murió once días después, en la tarde del 17 de julio a pesar de haberse sometido a una cirugía para extirpar un coágulo en su cerebro. El funeral de Neuma tuvo lugar en el cementerio de Caju en la mañana del día siguiente de su fallecimiento, con sus vecinos tocando tambores y los cantantes de Río de Janeiro interpretando canciones tradicionales de samba hasta primera hora de la mañana; su deseo de no realizar el funeral en el centro de samba fue respetado porque "era un lugar de alegría y celebración, no de tristeza".

## Reconocimientos
Fue conocida como "Dona Neuma de Mangueira" tras una visita de Maria Thereza Goulart a la escuela de samba de Mangueira durante el mandato en la presidencia de Brasil del marido de esta, João Goulart. Según la Encyclopædia Britannica, ella era "una influyente líder detrás de escena de Mangueira y se le atribuye haber ayudado a popularizar la samba como forma musical". En 2001, el compositor Arlindo Cruz hizo una canción Primeira Dama da Mangueira para el álbum A paixão tem memória para conmemorar a Neuma. En enero de 2003, un paso elevado entre las calles Marechal Rondon y Visconde de Niterói en Mangueira recibió su nombre. La escuela Escola Tia Neuma 2 en la Vila Olímpica da Mangueira para niños de entre 6 y 14 años, que fue inaugurada en 2008, lleva su nombre.
Fue miembro del Consejo Superior de las Escuelas de Samba durante la década de 1960 y actuó en cuatro álbumes. 